# Lellingeria tenuicula
Lellingeria tenuicula är en stensöteväxtart som först beskrevs av Fée, och fick sitt nu gällande namn av Alan Reid Smith och Robbin C. Moran. Lellingeria tenuicula ingår i släktet Lellingeria och familjen Polypodiaceae. Inga underarter finns listade.